# Lotta Blokker

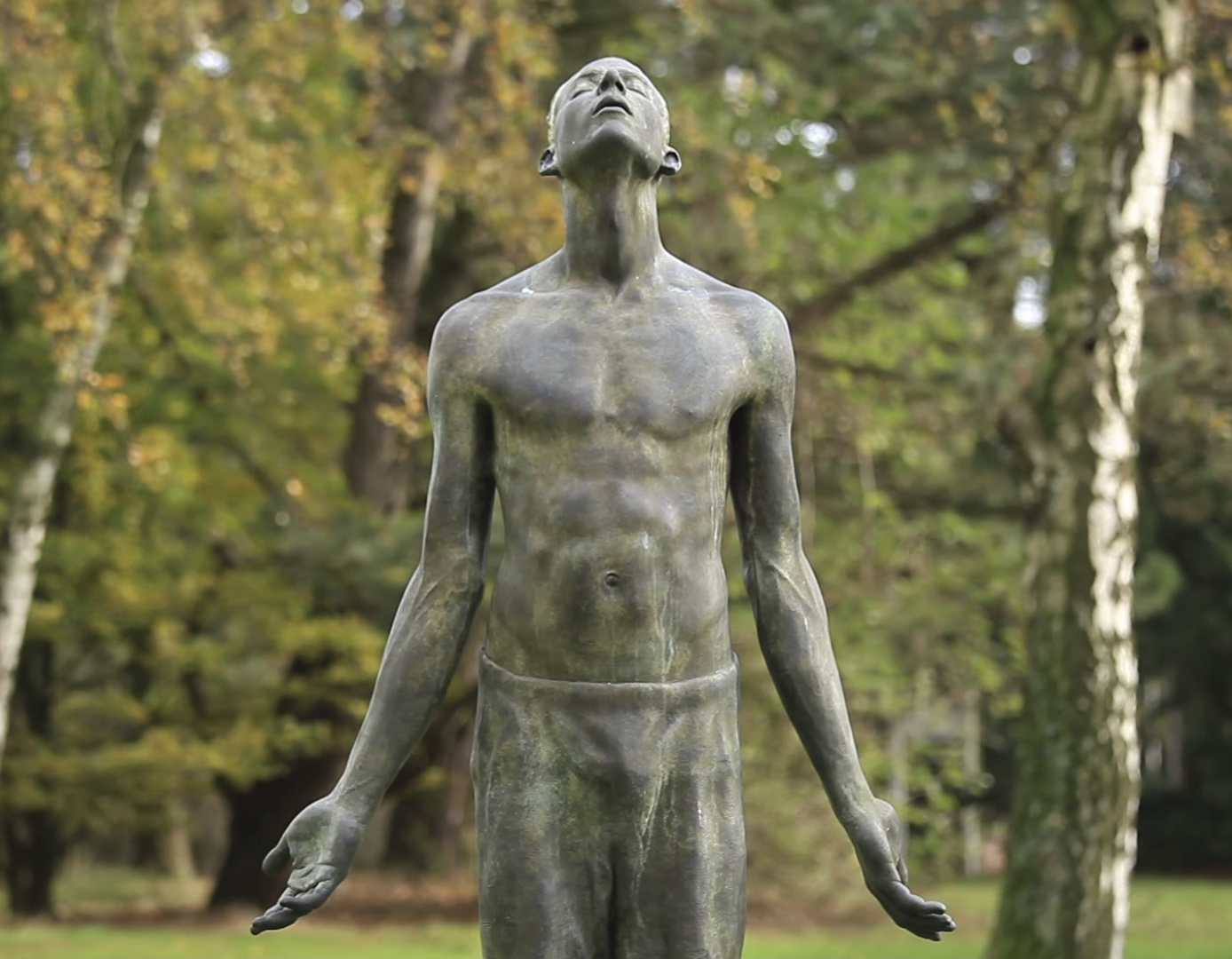
I am here now van de hand van Blokker op de campus van Tilburg University

Lotta Blokker (Amsterdam, 1980) is een Nederlands beeldhouwer.
Blokker wordt in haar werk geïnspireerd door werken van de Franse beeldhouwer August Rodin, Camille Claudel en de Duitse kunstenares Käthe Kollwitz. Thema's in haar werk zijn liefde, dood, vreugde en pijn. Ze werkt vaak met modellen waarvan ze de gemoedstoestanden vast wil leggen in beeld.
Reeds vroeg had Lotta Blokker een voorkeur voor klassieke beeldhouwkunst en traditionele vaardigheden. Al op negentienjarige leeftijd vertrok ze daarom naar Florence en volgde er vanaf 1999 drie jaar lang de kunstopleiding aan de Florence Academy of Art. Al tijdens de opleiding werd ze docent aan deze kunstacademie. Na zeven jaren Florence keerde ze terug naar Amsterdam.
Onder de titel The Hour of the Wolf maakte ze tien levensgrote bronzen sculpturen die 'de slapelozen' verbeelden. Aan deze serie sculpturen had zij vijf jaar gewerkt. Over de totstandkoming van dit project werd de documentaire "Lotta Blokker - het Wolfsuur" gemaakt door filmmaker Frans Weisz die in 2015 in première ging op het Nederlands Filmfestival en vervolgens tijdens NTR Het uur van de Wolf werd uitgezonden op NPO 2 . In 2021 werd zij uitgeroepen tot Kunstenaar van het Jaar.

## Exposities
In september 2014 opende ze haar tentoonstelling van de serie The Hour of the Wolf in Museum de Fundatie in Zwolle. In maart 2015 was de tentoonstelling te zien in het Panorama Museum in Bad Frankenhausen. Op het plein voor het museum staan vier beelden van haar, die in 2010 zijn aangekocht. In 2015 had ze een expositie in het Käthe-Kollwitz-Museum in Berlijn. In 2017 werd het beeldenproject The Hour of the Wolf geëxposeerd in Museum Jan Cunen in Oss. Tijdens Skulptur Projecte Münster in 2017 exposeerde ze onder de titel Verwandte Nähe - Kathe Kollwitz & Lotta Blokker vijftien beelden in de Apostelkerk en Haus der Niederlande.